# Begin (îlot)
Begin est un îlot de l'atoll de Wotho, dans les Îles Marshall. Il est situé à l'ouest de l'atoll et est inhabité.